# Moczydło 2
Moczydło 2 (inne nazwy: Oczko wodne Moczydło nr 2, Rzekotkowy Staw) – staw w Warszawie, w dzielnicy Ursynów.

## Położenie i charakterystyka
Staw, określany też jako oczko wodne, leży po lewej stronie Wisły, w stołecznej dzielnicy Ursynów, na obszarze MSI Natolin, w pobliżu ulic Kabacki Zakątek, Jedwabnej i Kretonowej, w niedalekim sąsiedztwie Lasu Kabackiego i bocznicy kolejowej łączącej Warszawę Okęcie ze Stacją Techniczno-Postojową Kabaty. Zasilanie stawu odbywa się poprzez spływ powierzchniowy, wody podziemne oraz sieć drenarską od wschodu i zachodu. Ze zbiornika wody odprowadzane są poprzez sieć drenarską do stawu Moczydło 1, który leży w zlewni Kanału Grabowskiego. Powierzchniowo zbiornik jest bezodpływowy.
Staw jest jednym z trzech akwenów położonych na terenie ursynowskiego osiedla Moczydło, obok zbiorników Moczydło 1 i Moczydło 3, które razem tworzą Stawy na Moczydle. Jego pochodzenie jest naturalne, polodowcowe. Staw leży na wysoczyźnie, na Równinie Warszawskiej w makroregionie Niziny Środkowomazowieckiej. Otoczenie stanowi teren zadrzewiony i zakrzewiony.
Powierzchnia zbiornika wodnego w linii brzegowej wynosi 0,1613 ha. Według numerycznego modelu terenu udostępnionego przez Geoportal lustro wody znajduje się na wysokości 104,1 m n.p.m. Powierzchnia zlewni stawu wynosi 0,12 km², a jego objętość przy normalnym poziomie piętrzenia to 2340 m³. Zaprojektowana przy okazji renowacji maksymalna głębokość wynosi 1,85 m, a minimalna 0,5 m. Długość linii brzegowej to 157 m.

## Renowacja
W 2008 roku Dzielnica Ursynów zleciła wykonanie renowacji zbiornika wodnego. Obejmowała ona przebudowę czaszy stawu, w tym stabilizację brzegów poprzez palisadę kołków oporowych, modernizację dopływów i odpływów w postaci sieci drenarskiej poprzez trzy studzienki, odtworzenie rowów otwartych, a także uszczelnienie gruntów brzegu południowego. Przed renowacją zbiornik wodny nie był włączony do systemu melioracyjnego.
Renowacja z punktu widzenia przyrodniczego była nieudana. Regionalna Dyrekcja Ochrony Środowiska w Warszawie uznała ją za szkodę w środowisku ze względu na zniszczenie stanowiska rozrodu chronionych płazów, w tym rzekotki drzewnej. Przed wykonaniem prac staw był miejscem występowania 12 gatunków płazów.

## Przyroda
Zbiornik wodny znajduje się na terenie otuliny rezerwatu przyrody Las Kabacki. Staw znajduje się także na terenie Warszawskiego Obszaru Chronionego Krajobrazu, utworzonego rozporządzeniem Wojewody Warszawskiego z dnia 29 sierpnia 1997 r. w sprawie utworzenia obszaru chronionego krajobrazu na terenie województwa warszawskiego.
Teren stawu objęty jest miejscowym planem zagospodarowania przestrzennego Natolina Zachodniego – część „Moczydłowska Wschód” przyjętego uchwałą nr L/1520/2009 Rady miasta stołecznego Warszawy z dnia 26 lutego 2009 roku. Zgodnie z jego zapisami ustala się nakaz zachowania powierzchni stawu, jego roślinności wraz z obrzeżami, zabrania się odprowadzania do niego ścieków bez ich oczyszczenia, a także budowy obiektów kubaturowych w odległości mniejszej niż 20 m.
W 2020 roku miasto rozpoczęło realizację projektu dofinansowanego ze środków unijnych w ramach Programu Operacyjnego Infrastruktura i Środowisko pt. „Ochrona zagrożonych gatunków związanych z siedliskami wodnymi na terenie Warszawy”, w ramach którego planuje się m.in. odkupienie od prywatnych właścicieli części gruntów, na których znajduje się zbiornik wodny i renaturyzację jego brzegów, a także odłów ryb tworzących presję drapieżniczą na występujące w stawie płazy, w tym kumaka nizinnego i traszkę grzebieniastą.